# Bump City
| Recensione       | Giudizio    |
| ---------------- | ----------- |
| AllMusic         | [ 2 ]       |
| Sputnikmusic     | 3.6 (Great) |
| Robert Christgau | C           |

Bump City è il secondo album in studio del gruppo musicale statunitense Tower of Power, pubblicato nel luglio del 1972.

## Tracce

### LP
Lato A
1. You Got to Funkifize – 4:31 (Stephen Kupka, Emilio Castillo)
2. What Happened to the World That Day? – 4:12 (Stephen Kupka, Emilio Castillo)
3. Flash in the Pan – 3:35 (Stephen Kupka, Emilio Castillo)
4. Gone (in Memory of Jacqueline Mesquite) – 3:42 (Greg Adams, Skip Mesquite)
5. You Strike My Main Nerve – 2:53 (Stephen Kupka, Emilio Castillo, Lenny Williams)

Lato B
1. Down to the Nightclub – 2:43 (Stephen Kupka, Emilio Castillo, David Garibaldi)
2. You're Still a Young Man – 5:36 (Stephen Kupka, Emilio Castillo)
3. Skating on Thin Ice – 3:39 (Stephen Kupka, Emilio Castillo)
4. Of the Earth – 4:33 (Stephen Kupka, Emilio Castillo)

## Formazione
Tower of Power
- Rick Stevens – voce solista
- Skip Mesquite – primo sassofono tenore, flauto, voce solista (nel brano: Gone (in Memory of Jacqueline Mesquite))
- Emilio Castillo – secondo sassofono tenore, voce
- Greg Adams – tromba, flicorno (solo nel brano: Gone (in Memory of Jacqueline Mesquite)), corno francese, piano (brano: Gone (in Memory of Jacqueline Mesquite)), voci
- Stephen Kupka – sassofono baritono, voci
- Mic Gillette – tromba, trombone, corno francese, voci
- Willie James Fulton – chitarra, voci
- David Garibaldi – batteria
- Francis Rocco Prestia – basso
- Brent Byars – conga, batteria, voci

Note aggiuntive
- Ron Capone (per la Trans Maximus) e Tower of Power – produttori
- Registrazioni effettuate al TMI Sound Studios di Memphis, Tennessee
- Ron Capone – ingegnere delle registrazioni
- Steve Cropper e Ron Capone – ingegneri del remixaggio
- Bruce Steinberg – illustrazione, foto e design copertina album originale
- Ringraziamenti a: Ron Barnett, Dog "Kim" Solin, David Crockett e Jerry Perkins
- Ringraziamento speciale a Steve Cropper per la sua gentile e preziosa assistenza [5]

## Classifica
Album
| Anno | Classifica             | Posizione raggiunta |
| ---- | ---------------------- | ------------------- |
| 1972 | Billboard 200          | 85                  |
| 1972 | Top R&B/Hip-Hop Albums | 16                  |

Singoli
| Anno | Titolo del brano         | Classifica            | Posizione raggiunta |
| ---- | ------------------------ | --------------------- | ------------------- |
| 1972 | You're Still a Young Man | Hot R&B/Hip-Hop Songs | 24                  |